# Дезаггравация
Дезагграва́ция (от фр. dés — приставка, означающая противоположность действия и лат. aggravatio — отягощение, утяжеление) — сознательное или неосознанное преуменьшение пациентом какого-либо симптома или болезненного состояния или сокрытие отдельных проявлений заболевания (противоположность аггравации). При этом пациент, как правило, признает наличие у него заболевания или травмы (полное отрицание наличия болезни именуется «диссимуляция»). Одной из причин этого явления может быть опасение потерять работу из-за проблем со здоровьем. У подростков дезаггравация возникает в связи с желанием самоутвердиться перед сверстниками.